# Charles Arthur Hayes
Charles Arthur Hayes, né le 17 février 1918 à Cairo et mort le 8 avril 1997 à Chicago, est un syndicaliste et une personnalité politique américain, membre de parti démocrate, ancien représentant du premier district de l'Illinois à la Chambre des Représentants des États-Unis, connu pour ses actions syndicales et politiques en faveur des ouvriers afro-américains et pour l'émancipation des femmes afro-américaines.

## Biographie

### Jeunesse et formation
Charles Arthur Hayes est né à Cairo dans l'Illinois,, il est le second des 12 enfants de Charles Martin Hayes, un ouvrier agricole, et de Nevada Irvin Hayes, ménagère.
En 1935, Après ses études secondaires à la Sumner High School de Cairo, Hayes travaille au sein du Civilian Conservation Corps pour planter des arbres le long du fleuve Mississippi, puis pour réparer les voies de la ligne de chemin de fer de la compagnie Missouri Pacific Railroad.

### Carrière syndicale et politique

#### Le syndicaliste
En 1938, il travaille comme opérateur de machine dans une scierie, la Bruce Hardwood Flooring Co., là il crée une section syndicale de la United Brotherhood of Carpenters and Joiners of America (en) afin d'obtenir de meilleurs salaires et de lutter contre les discriminations raciales. Il aidera également à l'implantation du syndicat l'United Packinghouse Workers of America (en) (UPWA) dans sa région, syndicat dont il devient un leader à partir de 1944.Il se fait remarquer par le recrutement de cadres féminins et issus des minorités , il se fait aider en s'adjoignant les services de la révérende Addie L. Wyatt Qui le représente sur le terrain et pour coordonner des actions pour les droits des femmes et les droits civiques.
Dans les années 1960 il soutient les actions de Martin Luther King pour l'émancipation de afro-américains.
De 1970 à 1980, il participe avec d'autres leaders syndicaux afro-américains à la fondation de la Coalition of Black Trade Unionists (en) (CBTU).
De 1979 à septembre 1983, il tiendra le poste de vice président de l'United Food and Commercial Workers.

#### Le représentant de l'Illinois
Harold Washington représentant du premier district de l'Illinois au Congrès des États-Unis est élu maire de Chicago en avril 1983, et ne se représente pas aux élections des représentants, laissant ainsi le champ libre à son ami Charles Arthur Hayes, ce dernier est élu et prend sa suite.
Le 12 septembre 1983, Charles Arthur Hayes prête serment à la Chambre des Représentants des États-Unis, et tient ce siège mandat après mandat jusqu'au 3 janvier 1993, après sa défaite au primaire démocrate face à Bobby Rush, en 1992.
Durant son mandat, il siège dans diverses commissions parlementaires : éducation, travailleurs, petites entreprises, ainsi qu'à l'United States House Committee on Post Office and Post Roads (en).

### Divers
Les archives de Charles Arthur Hayes sont déposées à la bibliothèque publique de Chicago.
À Chicago est créé le Charles A. Hayes Family Investment Center, service de la Chicago Housing Authority (en), dont la mission est de conseiller et d'accompagner les résidents de logements sociaux à devenir autonomes sur le plan économique.

### Vie privée
En 1940, il épouse Emma King, ils ont deux enfants, Barbara Jean et Charlene Leslie. En 1973, d'Emma décède. En 1975, Charles Arthur Hayes épouse Ethel Cooper, qui décède en 1979.
Charles Arthur Hayes décède des suites d'un cancer du poumon à l’hôpital de la banlieue sud de Chicago le 8 avril 1997.
Il est membre et diacre de l'Antioch Missionary Baptist Church de Chicago.